# Flogging Molly
Flogging Molly – składająca się z siedmiu osób irlandzko-amerykańska grupa muzyczna grająca muzykę określaną mianem celtic punk rock, czyli punk z elementami muzyki celtyckiej. Zespół został założony w Los Angeles w 1997 przez irlandzkiego imigranta, gitarzystę i wokalistę Dave’a Kinga oraz amerykańską skrzypaczkę, Bridget Regan (w latach późniejszych żonę Kinga).

## Historia
Będąc w Los Angeles Dave King poznaje skrzypaczkę, Bridget Regan, z którą postanawia wspólnie pomuzykować - na ich repertuar składają się przeważnie standardy muzyki irlandzkiej oraz szanty. King, mający wcześniejsze doświadczenie w kapelach heavymetalowych i hardrockowych, zaprosił do wspólnego grania innych muzyków, co było początkiem Flogging Molly.
Zespół szybko zyskał popularność dzięki licznym koncertom na terenie Los Angeles, a także dzięki nietypowemu repertuarowi, który stanowią irlandzkie utwory połączone z punkrockową energią. Albumem, który udokumentował pierwsze lata działalności formacji, była płyta Alive Behind The Green Door zawierający zapis koncertu z pubu "Molly Malone's" w którym grupa regularnie występowała. Wydany w niskim nakładzie i wyprodukowany tanim kosztem album zainteresował wytwórnię Side One Dummy, z którą zespół podpisał kontrakt na wydanie albumu długogrającego.
Debiutancka płyta studyjna Flogging Molly pt. Swagger została wiosną 2000 roku. Płyta zawierała największe przeboje grupy z wczesnego okresu, z Salty Dog, Selfish Man czy rozbudowanym Black Friday Rule. W tekstach prócz opisów dramatycznych dziejów Irlandii, czy jak we wspomnianym Black Friday Rule autobiograficznej spowiedzi Dave’a Kinga, zespół prezentował refleksyjne opowieści i rozmyślania na temat życia. Pozytywny odbiór albumu przełożył się w niedługim czasie na to, że formacja zaczęła koncertować w wielu miejscach w USA.
Wiosną 2002 roku grupa wydała drugi krążek długogrający zatytułowany Drunken Lullabies. Na płycie znajdywało się 12 utworów: od szybkich, folk-punkowych kompozycji w stylu The Killburn Highroad, Swagger czy utworu tytułowego, poprzez bardziej rozbudowane utwory takie jak What's Left Of The Flag aż po refleksyjne, nastrojowe ballady (The Son Never Shine (On Closed Doors)).
Na kolejną płytę sygnowaną nazwą Flogging Molly trzeba było czekać kolejne dwa lata. 14 września 2004 roku ukazał się trzeci album studyjny Flogging Molly, zatytułowany Within A Mile Of Home. Płyta, mimo iż zachowana była w stylu dwóch poprzednich albumów, ukazywała ewolucję zespołu, o czym świadczyć mogły bardziej rozbudowane, wielowątkowe kompozycje (Tobacco Island czy łączące się dwa utwory The Spoken Wheel i With A Wonder And The Wild Desire) które zdecydowanie wyróżniały się na tle szybkich i utrzymanych w starym stylu piosenek takich jak otwierający płytę Screaming At The Wailing Wall czy Seven Deadly Sins.
W międzyczasie zespół zaczął grać samodzielne trasy, które ściągały fanów w wielu różnych miejscach na świecie - zespół koncertował już nie tylko w Stanach, ale także w Europie czy Ameryce Południowej. Następnie zespół nawiązał współpracę z reżyserem i producentem filmowym, Jimem Dziurą, której efektem był wydany w 2006 roku film dokumentalny o Flogging Molly zatytułowany Whiskey On A Sunday. Film ukazał się jako ekskluzywnie wydany album digipack z dwoma płytami: DVD i CD, na której znalazło się 11 nigdy nie publikowanych utworów grupy, a także kilka wersji akustycznych i koncertowych piosenek znanych z wcześniejszych płyt formacji.
13 marca 2007 r. zespół zamieścił na portalu iTunes album EP zatytułowany Complete Control Sessions. EP zawierał dwa premierowe utwory zapowiadające kolejny, długogrający album, a także akustyczne wersje utworów nagranych już wcześniej.
Float, czwarty album studyjny Flogging Molly, ukazał się w marcu 2008 roku i zawierał materiał znacznie bardziej stonowany niż na poprzednich albumach zespołu. Co prawda nie zabrakło na nim piosenek utrzymanych w starym stylu (Lightning Storm, Requiem For A Dying Song), ale całej płycie znacznie bliżej było do dokonań Johnny Casha niżeli The Clash. Mimo to album spotkał się z bardzo pozytywnym odbiorem, czego dowodem jest jego trafienie na 4. miejsce listy Billboardu. Trasa promująca Float objęła również Polskę - 9 czerwca 2009 zespół zagrał koncert w Warszawie.
Koncertowali na Warped Tour, festiwalu American Fléadh Larry’ego Kirwana i uczestniczyli w projekcie Rock Against Bush.
Podsumowaniem dekady był dwupłytowy album koncertowy Live At The Greek Theatre wydany został 2 Marca 2010. Ostatnim dotychczas wydanym albumem Flogging Molly pozostaje Speed Of Darkness który ukazał się 31 maja 2011 roku.

## Styl
Grupa gra muzykę punk rocka z elementami muzyki celtyckiej. Do głównych inspiracji zespołu należą The Pogues, The Dubliners, The Clash, Sex Pistols oraz Johnny Cash.
Tematem piosenek zazwyczaj są: Irlandia i jej historia, bieda, picie alkoholu, polityka, miłość i śmierć oraz zawierają odniesienia do Kościoła katolickiego.

## Członkowie
- Mike Alonso – perkusja (Od 2014)

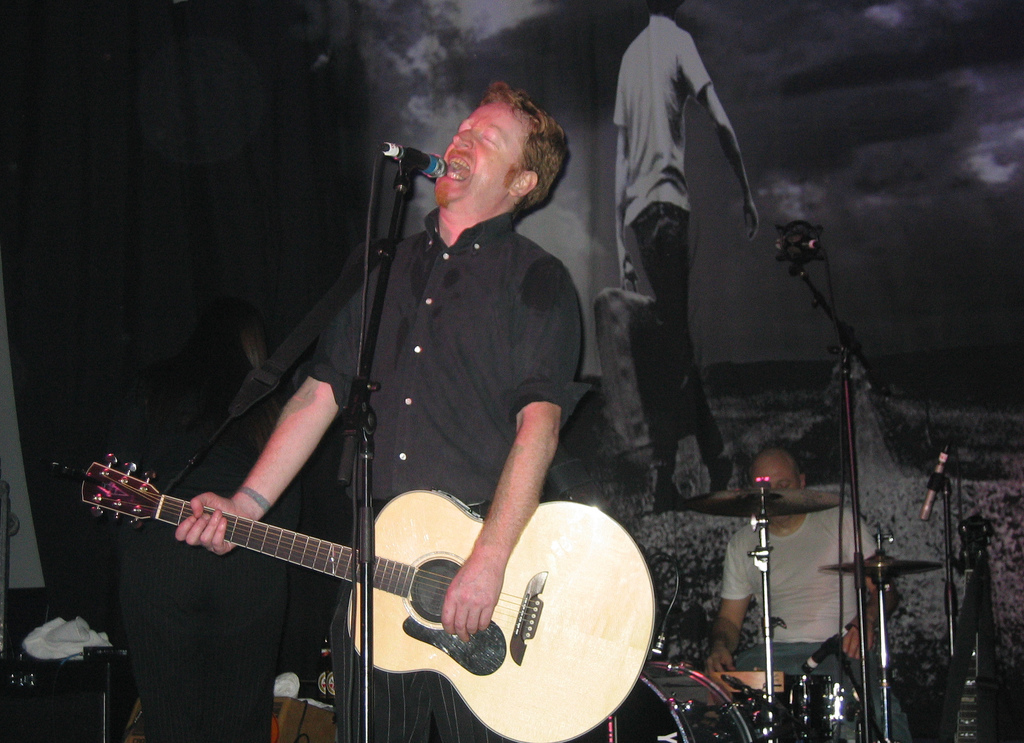
Dave King

- Dave King – śpiew, gitara akustyczna, bodhrán
- Bridget Regan - skrzypce, flet, dudy, śpiew
- Dennis Casey – gitara elektryczna, chórki
- Matt Hensley - akordeon, concertina
- Nathen Maxwell – gitara basowa, śpiew, chórki
- Bob Schmidt – mandolina, mandola, banjo, bouzouki, chórki
- George Schwindt – perkusja, bodhrán (do 2014)

- Gary Schwint – menedżer zespołu, zagrał na trąbce w albumie Swagger, a zobaczyć go można na dokumentalnym DVD Flogging Molly Whiskey On A Sunday.

## Dyskografia
Flogging Molly wydało pięć studyjnych albumów, jeden minialbum, trzy albumy koncertowe oraz jeden album kompilacyjny.

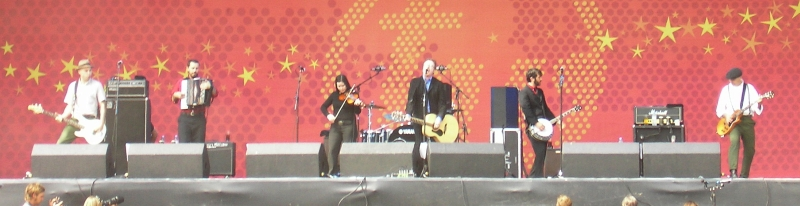
Flogging Molly grający na Rock Werchter 2005 festival

### Albumy studyjne
- Swagger (2000)
- Drunken Lullabies (2002)
- Within a Mile of Home (2004)
- Float (2008)
- Speed of Darkness (2011)

### Albumy kompilacje
- Complete Control Sessions (2007)

### Albumy koncertowe
- Alive Behind the Green Door (1997)
- Whiskey on a Sunday (2006)
- Live At The Greek Theatre (2010)

### Single
- 2000: "Salty Dog"(7")
  - Na stronie B "Juan El Sentimental"
- 2008: "Float" (7") (#40 US Mod Rock)
  - Na stronie B "Man with No Country"
- 2008: "Requiem For a Dying Song" (#35 US Mod Rock)

## Flogging Molly w mediach
- Laura znajduje się na płycie SideOneDummy Mix cd, którą można dostać na ich koncertach za darmo.
- Drunken Lullabies została użyta w grze wideo Tony Hawk's Pro Skater 4.
- The Worst Day Since Yesterday została użyta w filmie z 2005 roku Pan i pani Smith oraz w odcinku "Life" serialu Gwiezdne wrota: Wszechświat z 2009 roku,
- Drunken Lullabies została użyta w Rock Against Bush, Vol. 2.
- To Youth (My Sweet Roisin Dubh) została użyta w grze wideo FIFA Football 2005.
- Selfish Man jest odgrywana podczas napisów końcowych czwartego epizodu pierwszego sezonu serialu "Brotherhood". Piosenka "May The Living Be Dead (In Our Wake)" jest również odgrywana podczas wesela w ostatnim odcinku pierwszego sezonu.
- If I Ever Leave This World Alive (wersja studyjna) została użyta w ósmym odcinku ("Scar Tissue") drugiego sezonu serialu The Shield, została również użyta w pierwszym sezonie serialu Trawka, oraz w filmie P.S. Kocham cię.